# Poesias Oferecidas às Senhoras Rio-Grandenses
Poesias oferecidas às Senhoras Rio-Grandenses é o livro de estreia da poetisa brasileira Delfina Benigna da Cunha (1791-1857).
Publicada originalmente em 1834, pela Tipografia Fonseca, em Porto Alegre, a obra é considerada pela historiografia sulina como a primeira a ter sido impressa no Rio Grande do Sul.
Basicamente, verificam-se duas vertentes na obra: patriotismo eufórico, através da enaltação ao imperador D. Pedro I e à coroa em poemas com traços árcades; e um lirismo pré-romântico, com temas como a dor existencial.
As Poesias receberam uma segunda edição em 1838, pela tipografia J. Villeneuve, na cidade do Rio de Janeiro,  e por isso contêm poemas que condenam a Revolução Farroupilha (1835-1845) — a autora era uma ferrenha monarquista.